# Claas Hugo Humbert
Claas Hugo Humbert (* 5. August 1830 in Ditzum; † 26. Mai 1904 in Bielefeld) war ein deutsch-französischer Romanist und einer der wichtigsten „Molieristen“ seiner Zeit, der sich für eine positive Rezeption von Molière und Victor Hugo in Deutschland einsetzte.

## Lebenslauf
Die Familie Humbert, die aus der Picardie stammte, ließ sich zur Zeit von Napoléon in Ostfriesland nieder, als Ostfriesland als Département Ems-Oriental noch Teil des französischen Kaiserreiches war. Nach dem Sturz von Napoléon beschloss der Vater Hugues Humbert, der sich mit einer Friesin aus einer alten Honoratiorenfamilie verheiratet hatte, in Ostfriesland zu bleiben, das zunächst eine Provinz des britischen Königreichs Hannover und schließlich preußisch wurde. Claas Humbert genoss eine polyglotte Ausbildung; er sprach und las Deutsch, Französisch, Holländisch, Englisch, Spanisch, sowie Lateinisch, Griechisch und Hebräisch. Nach Schulbesuch in La Capelle in der Thiérache (wo er bei seiner Großmutter wohnte) und Ditzum, studierte er in Berlin, Bonn, Göttingen und Jena. Daraufhin wurde er Lehrer für Sprachen (später Professor) in Ostfriesland (1854–55) und in Westfalen (1856–1899).
Im Jahr 1862 begann er, Bücher und Aufsätze zur französischen und englischen Literaturgeschichte zu schreiben. Der Posten eines Professors am Gymnasium von Bielefeld (ab 1866) gab ihm die Möglichkeit, akademische Arbeiten über Molière zu veröffentlichen und dessen Rolle in der Literaturgeschichte zu diskutieren. Zwischen 1869 und 1883 veröffentlichte er seine drei wichtigsten Bücher über Molière, sowie über einhundert Aufsätze in Romanisten- und anderen Fachblättern in Deutschland und Frankreich, zur französischen und englischen Literaturgeschichte, zu Molière, Cervantes und Shakespeare. In seinen Arbeiten diskutierte er besonders die populäre Vorstellung eines unüberwindbaren Gegensatzes zwischen der „germanischen Kultur“ und der „romanischen Zivilisation“. Humbert kämpfte gegen eine derartige Ideologisierung der kulturellen Unterschiede zwischen Frankreich und Deutschland und bewies auf der Grundlage der Texte von älteren deutschen und englischen Kritikern von Molière und anderen Schriftstellern, dass es keinerlei Basis für solcherlei Hypothesen gibt. Victor Hugo schrieb ihm 1878 in einem Brief: « La France et l’Allemagne sont faites pour s’aimer ». („Frankreich und Deutschland sind dazu gemacht, sich zu lieben.“)
Seine erste wichtige Monographie von 1869 (Molière, Shakespeare und die deutsche Kritik) wurde von einem französischen Autor bearbeitet, der dafür einen Preis von der Académie française erhielt (Paul Stapfer, Molière et Shakespeare, Paris 1886). Humbert ist der einzige ausländische Romanist, der in der Einleitung der Œuvres de Molière (‚Gesammelte Werke von Molière‘) 1873, herausgegeben von Eugène Despois, erwähnt wurde.

## Werke
- Schiller, Lessing, Goethe, Molière und Herr Dr. Paul Lindau : Goethe über Molière nebst einigen Bemerkungen von Lessing und Schiller. 1885. (Digitalisat)
- Die Gesetze des französischen Verses : ein Versuch sie aus dem Geiste des Volks zu erklären ; mit besonderer Rücksicht auf den Alexandriner. 1888 (Digitalisat)
- Nochmals das e muet und der Vortrag französischer Verse : zur Vervollständigung, zur Aufklärung und zur Abwehr. 1890 (Digitalisat)
- Über Shakespeares Hamlet. 1897 (Digitalisat)
- Zu Molières Leben und Werken und zu Shakspeares Hamlet. 1899 (Digitalisat)